# Suzanne Clausse
Pour les articles homonymes, voir Clausse.
Suzanne Clausse (nom de plume de Marie Suzanne Georgette Miclard-Marsille,) est une auteure de romans sentimentaux et une poétesse française. Elle est publiée principalement aux éditions Tallandier. Pour ses poèmes, la Société des poètes français lui remet le prix Rohan en 1943.

## Œuvre
- Le Chemin sans soleil, 1949
- Princesse magyare, 1951
- L'Ange du silence, 1952
- Le Secret de Black Castle, 1952
- Les Héritiers de Combelouve, 1952
- Au-delà du bonheur, 1953
- Mayola, 1953
- La Part du roi, 1954
- La Rose de Bohême, 1954
- L'Amazone de Tunis, 1954
- De sable et d'or, 1954
- Le Champ moissonné, 1955
- La Passagère de l'aube, 1955
- La Barcarolle aux jonquilles, 1956
- Amours de Castille, 1956
- La Tour de sable, 1956
- Chantefeuille, 1956
- Le Val d'espérance, 1957
- L'Ouragan d'avril, 1957
- Le Rossignol des ondes, 1957
- L'Anneau de solitude, 1957
- L'Ennemie secrète, 1958
- Pour un tel amour, 1958
- Les Demoiselles du temps perdu, 1958
- La Perle et le Granit, 1958
- L'Opale mystérieuse, 1958
- Par un très long chemin, 1959
- Celui qu'elle épousa, 1959
- Le Temple d'argile, 1960
- Dans un cercle enchanté, 1960
- Le Cygne au cœur tremblant, 1960
- Cet amour impossible, 1960
- D'un cœur à l'autre, 1961
- Qui es-tu, mon amour ?, 1961
- Un baiser dans la nuit, 1961
- Dans l'ombre de ta vie, 1962
- Angelusia, 1962
- Plus secret que la nuit, 1962
- Telle était Déborah..., 1963
- Le Jour où vous aimerez, 1963
- Parce que c'était lui, 1964
- Les Fruits d'illusion, 1964
- Te reverrai-je un jour ?, 1964
- Tout n'était pas mensonge, 1965
- Ombre chérie, 1965traduit en anglais et paru chez Mystique sous le titre Bride's Ransom en 1980[6]
- Tu me mentais si bien, 1966
- La Mystérieuse Vérité, 1966
- Ce rêve que tu pleures, 1966
- Le Serment passionné, 1967
- Le Visiteur de l'automne, 1967
- La Rive interdite, 1968
- Deux noms sur le sable, 1968
- L'Enchantement d'un été, 1969
- L'Inoubliable Nuit, 1970
- Un soir sur la grève, 1970
- Le Pré des saules, 1971
- L'Obsédante Image, 1972
- L'Éternel Magicien, 1973
- L'Audacieuse Imposture, 1974
- L'Épreuve décisive, 1974
- Hier, et puis toujours, 1975
- La Flamme au vent, 1975
- Les Voies sans retour, 1976
- L'Irrésistible Attirance, 1977
- Les Silences de l'amour, 1979
- Marquise de porcelaine, 1980